# Bez miłości
Bez miłości (en polonès Sense amor) és una pel·lícula de Polònia de drama psicològic del 1980, escrita i dirigida per Barbara Sass.

## Argument
Aquesta és la història d'una jove periodista, l'Ewa, que vol fer una gran carrera. No té cap mena de dubte i a poc a poc va assolint el seu objectiu. No li importa el destí dels altres, fins i tot dedica cada cop menys temps a la seva filla, la nena es cria amb la seva àvia. Quan l'Ewa coneix la Marianna, una alcohòlica, comença a notar els problemes d'altres persones.

## Repartiment
- Dorota Stalińska com a Ewa Bracka
- Władysław Kowalski com a editor Piotr Kłosiński, cap del departament social del setmanari "Kultura i My"
- Zdzisław Wardejn com a editor Gawroński, l'amant d'Ewa
- Małgorzata Zajączkowska com a Marianna Skoczek
- Emilian Kamiński com el xicot de Marianna
- Jadwiga Polanowska com a Małgosia, periodista de la secció social del setmanari "Kultura i My"
- Małgorzata Pritulak com a Anna Kłosińska, la dona de Piotr
- Piotr Adamczewski com a editor de la secció social del setmanari "Kultura i My"
- Leonard Andrzejewski com a recepcionista en un hotel de treballadors
- Szczepan Baczyński com a metge
- Maciej Dzienisiewicz com a oficial que decideix sobre la beca d'Ewa
- Andrzej Golejewski com a milicià
- Barbara Horawianka com a mare de l'Ewa
- Stefan Kozicki com a Kozicki, periodista de la secció social del setmanari "Kultura i My"
- Maria Mamona com a amiga de l'Ewa
- Bronisław Pawlik com a professor associat
- Eugeniusz Priwieziencew com el Doctor Jankowski
- Lech Sołuba com a metge
- Ryszard Straszewski com a Szulc, el director de l'empresa
- Mirosław Szonert com a redactor en cap del setmanari "Kultura i My"
- Stanisław Tokarski com a entrenador d'Ewa
- Magda Zakrzewska-Grabczan com a Magda, la filla de l'Ewa

## Premis
- premi al debut com a director al Festival de Cinema Polonès de Gdańsk per B. Sass (1980)
- premi al paper protagonista femení al Festival de Cinema Polonès de Gdańsk per D. Stalińska (1980)
- premi FIPRESCI per B. Sass al MTF de Mannheim (1980)